# 美田村千代
美田村 千代 （みたむら ちよ、1885年（明治18年）4月18日 - 1966年（昭和41年）12月22日）は、日本の女性武道家。天道流第15代。薙刀術範士。

## 経歴
京都亀岡藩士族の父内藤直行、母ふきの子として生まれる。7歳でおじの美田村顕教（天道流）に入門。稽古に熱中するといつまでも帰ってこないので親が心配したという。
1894年（明治27年）4月5日、顕教が京都市一条堀川の河田景福邸に招かれ、皇族久邇宮、賀陽宮の台覧を賜った際、千代も同伴し仕太刀として薙刀形を演武した。
1895年（明治28年）4月29日、顕教の養子となる。
1898年（明治31年）10月24日、皇太子（後の大正天皇）が武術台覧を希望し、三十三間堂本堂裏で大会が催された。奥村左近太、高山峰三郎、下江秀太郎、高橋赳太郎など名剣士が出場する中、千代も顕教とともに薙刀形を披露した。
1902年（明治35年）5月、大日本武徳会第7回武徳祭大演武会に出場。剣術家岡田宇三吉と異種試合をして敗れたが、健闘を讃えられ、渡辺昇から表彰状と備前景光の短刀一口を授与された。
1904年（明治37年）、大日本武徳会本部に薙刀術部が発足。
1906年（明治39年）以降、大日本武徳会で指導する傍ら異種試合を行ない、園部秀雄と共に「薙刀術の双璧」と称される。稽古が終わった後、足の裏が汚れていないのを不思議に思った者が尋ねたところ、「私はいつも床から紙一枚上を滑っておりますから」と答えた。その足さばきは舞のようであったという。
1931年（昭和6年）1月10日、顕教が死去し、千代が天道流兵法第15代を継承。この頃から女子教育として女学校で薙刀が盛んになり、大日本武徳会に「薙刀術教員養成所」が発足。千代も入所する。
1933年（昭和8年）、大日本武徳会から薙刀術範士号を授与される。
1941年（昭和16年）3月、大日本武徳会が学校教育用の「薙刀道基本動作」という形を制定しようとするが、千代はこれに反対。独自に「天道流薙刀術教員養成所天道義塾」を創立し、終戦まで指導する。
戦後、小西酒造修武館薙刀術師範、全日本なぎなた連盟創立参加。
1964年（昭和39年）に紫綬褒章、1965年（昭和40年）に勲四等宝冠章を受章。
1966年（昭和41年）、81歳没。